# Literna haglundi
Literna haglundi är en insektsart som beskrevs av Schmidt 1920. Literna haglundi ingår i släktet Literna och familjen spottstritar. Inga underarter finns listade i Catalogue of Life.